# GABRA2
GABRA2 (англ. Gamma-aminobutyric acid type A receptor alpha2 subunit) – білок, який кодується однойменним геном, розташованим у людей на короткому плечі 4-ї хромосоми.  Довжина поліпептидного ланцюга білка становить 451 амінокислот, а молекулярна маса — 51 326.
| 10         |  | 20         |  | 30         |  | 40         |  | 50         |
| ---------- |  | ---------- |  | ---------- |  | ---------- |  | ---------- |
| MKTKLNIYNM |  | QFLLFVFLVW |  | DPARLVLANI |  | QEDEAKNNIT |  | IFTRILDRLL |
| DGYDNRLRPG |  | LGDSITEVFT |  | NIYVTSFGPV |  | SDTDMEYTID |  | VFFRQKWKDE |
| RLKFKGPMNI |  | LRLNNLMASK |  | IWTPDTFFHN |  | GKKSVAHNMT |  | MPNKLLRIQD |
| DGTLLYTMRL |  | TVQAECPMHL |  | EDFPMDAHSC |  | PLKFGSYAYT |  | TSEVTYIWTY |
| NASDSVQVAP |  | DGSRLNQYDL |  | LGQSIGKETI |  | KSSTGEYTVM |  | TAHFHLKRKI |
| GYFVIQTYLP |  | CIMTVILSQV |  | SFWLNRESVP |  | ARTVFGVTTV |  | LTMTTLSISA |
| RNSLPKVAYA |  | TAMDWFIAVC |  | YAFVFSALIE |  | FATVNYFTKR |  | GWAWDGKSVV |
| NDKKKEKASV |  | MIQNNAYAVA |  | VANYAPNLSK |  | DPVLSTISKS |  | ATTPEPNKKP |
| ENKPAEAKKT |  | FNSVSKIDRM |  | SRIVFPVLFG |  | TFNLVYWATY |  | LNREPVLGVS |
| P          |  |            |  |            |  |            |  |            |

A: Аланін

C: Цистеїн

D: Аспарагінова кислота

E: Глутамінова кислота

F: Фенілаланін

G: Гліцин

H: Гістидин

I: Ізолейцин

K: Лізин

L: Лейцин

M: Метіонін

N: Аспарагін

P: Пролін

Q: Глутамін

R: Аргінін

S: Серин

T: Треонін

V: Валін

W: Триптофан

Кодований геном білок за функціями належить до рецепторів, іонних каналів, хлорних каналів. 
Задіяний у таких біологічних процесах як транспорт іонів, транспорт, альтернативний сплайсинг. 
Білок має сайт для зв'язування з хлоридом. 
Локалізований у клітинній мембрані, мембрані, клітинних контактах, цитоплазматичних везикулах, синапсах.